# Benjamin Tucker
Benjamin Ricketson Tucker (Dartmouth, Massachussetts, 17 de abril de 1854-Mónaco, 22 de junio de 1939) fue un traductor, propagandista y teórico anarcoindividualista estadounidense del siglo XIX. Es conocido por ser el fundador del periódico anarquista Liberty, de tendencia mutualista-individualista.

## Difusor
Benjamin Ricketson Tucker contribuyó al anarquismo individualista con la publicación de periódicos y el desarrollo de sus propios escritos. A través de la edición y publicación del periódico anarquista Liberty, Tucker difundió e integró las teorías de pensadores europeos, tales como Herbert Spencer y Pierre-Joseph Proudhon, con las de pensadores estadounidenses, como Lysander Spooner, William Greene, Josiah Warren y Stephen Pearl Andrews. También introdujo las ideas de libertad de pensamiento y amor libre, todo con el fin de sentar las bases para el anarquismo individualista, que él denominó «anarquismo filosófico» y «socialismo anarquista».
Se encargó de la edición y difusión de sus traducciones de las obras de Mijaíl Bakunin y Max Stirner. Fue, además, la primera persona en introducir las obras de Friedrich Nietzsche en los Estados Unidos y uno de los primeros traductores de Nietzsche al inglés.

## Ideología
Tucker añadió las ideas con los simpatizantes del amor libre y del libre pensamiento acerca del rechazo en contra de la legislación de carácter religiosa, pero vio, además, la pobre condición de los trabajadores como un resultado de cuatro monopolios, que llamó «capitalismo», contrarios al libre mercado:
1. Dinero
2. Terratenientes
3. Aranceles y tarifas
4. Patentes

Tucker produjo un riguroso sistema de ideas que llamó «socialismo anarquista» (anarchist socialism), argumentando que «el socialismo más perfecto es posible solo con la condición del más perfecto individualismo». Tucker dijo lo siguiente:
«El socialismo es la creencia de que el siguiente paso importante del progreso consiste en un cambio en el entorno del hombre que incluye la abolición de todo privilegio por el cual los poseedores de la riqueza adquieren un poder antisocial de exigir tributos».
Tucker pensaba que un libre mercado auténtico era la respuesta para abolir la explotación laboral y para igualar el salario con su producto. Tucker consideró el interés, la renta y el lucro como la «trinidad de la usura», de los cuales pensaba que eran «simplemente diferentes métodos de imponer un tributo por el uso de capital». Por este motivo, defendía que el uso del capital debía ser gratuito, ya que para él el capital es «simplemente trabajo almacenado que ha recibido ya su pago completo».
A diferencia de otros anarcoindividualistas, Tucker rechazó el iusnaturalismo, aunque en un principio fue iusnaturalista. En su lugar creía que «no había derecho natural, excepto el derecho de la fuerza, y los hombres deben reunirse y crear derechos si ellos los querían».
Asimismo, propuso la superación del monopolio de la violencia del Estado a través de un mercado de agencias privadas de policía.